# Friedrichshafen FF 44
Die Friedrichshafen FF 44 war ein deutsches Schwimmer-Aufklärungsflugzeug des Flugzeugbau Friedrichshafen (FF), das während des Ersten Weltkriegs konstruiert und gebaut wurde.

## Entwicklung
Die FF 44 wurde 1917 von Theodor Kober als Versuchsträger entworfen, um einen mit einem Untersetzungsgetriebe ausgestatteten 240-PS-Motor von Maybach zu erproben. Durch die dadurch ermöglichte Reduzierung der Drehzahl erhoffte man sich eine Leistungssteigerung. Das Flugzeug führte im April des Jahres seinen Erstflug durch und wurde am 12. Juli an die Marine übergeben, die ihm die Marinenummer 117 zuteilte. Da diese Nummer zuvor an den einzigen Prototyp der FF 34 vergeben worden war, findet sich manchmal in der Literatur die Behauptung, die FF 34 sei zur FF 44 umgebaut worden. Dies ist jedoch nicht korrekt; die FF 44 ist eine reine Neukonstruktion, die lediglich die der FF 34 entzogene und neu vergebene Nummer erhielt. Die ausgiebige Erprobung durch die Marine ergab nicht die im Gegensatz zur FF 39 erwartete Steigerung der Flugleistungen, weswegen das Programm beendet wurde, auch, weil der Typ mittlerweile überholt war.

## Technische Daten
| Kenngröße             | Daten                                                                    |
| --------------------- | ------------------------------------------------------------------------ |
| Besatzung             | 2                                                                        |
| Spannweite            | 18,40 m (oben), 16,80 m (unten)                                          |
| Länge                 | 10,85 m                                                                  |
| Höhe                  | 4,25 m                                                                   |
| Flügelfläche          | 68,5 m²                                                                  |
| Rüstmasse             | 1562 kg                                                                  |
| Zuladung              | 743 kg                                                                   |
| Startmasse            | 2305 kg                                                                  |
| Antrieb               | ein wassergekühlter Sechszylinder-Reihenmotor Maybach Mb IV              |
| Nennleistung          | 240 PS (177 kW)                                                          |
| Höchstgeschwindigkeit | 145 km/h in Bodennähe                                                    |
| Steigzeit             | 6,8 min auf 500 m Höhe 8,48 min auf 1000 m Höhe 22,6 min auf 2000 m Höhe |
| Reichweite            | 600 km                                                                   |
| Bewaffnung            | ein 7,9-mm-MG Parabellum                                                 |